# Chung kết Cúp C2 châu Âu 1971
Chung kết Cúp C2 châu Âu 1971 là một trận bóng đá giữa Chelsea F.C. của Anh và Real Madrid của Tây Ban Nha. Đây là trận chung kết của giải đấu năm 1971 và là trận chung kết European Cup Winners' Cup thứ 11 trong lịch sử.

## Đường tới chung kết
| Chelsea           | Chelsea    | Chelsea | Chelsea        |          | Real Madrid      | Real Madrid | Real Madrid | Real Madrid |
| ----------------- | ---------- | ------- | -------------- | -------- | ---------------- | ----------- | ----------- | ----------- |
| Đối thủ           | Tổng tỉ số | Lượt đi | Lượt về        |          | Đối thủ          | Tổng tỉ số  | Lượt đi     | Lượt về     |
| Aris Thessaloniki | 6–2        | 1–1 (K) | 5–1 (N)        | Vòng một | Hibernians       | 5–0         | 0–0 (K)     | 5–0 (N)     |
| CSKA Sofia        | 2–0        | 1–0 (K) | 1–0 (N)        | Vòng hai | Wacker Innsbruck | 2–1         | 0–1 (N)     | 2–0 (K)     |
| Club Brugge       | 4–2        | 0–2 (K) | 4–0 (h.p.) (N) | Tứ kết   | Cardiff City     | 2–1         | 0–1 (K)     | 2–0 (N)     |
| Manchester City   | 2–0        | 1–0 (N) | 1–0 (K)        | Bán kết  | PSV Eindhoven    | 2–1         | 0–0 (K)     | 2–1 (N)     |

## Chi tiết trận đấu
| Chelsea    | 1–1                 | Real Madrid |
| ---------- | ------------------- | ----------- |
| Osgood 56' | Chi tiết Chi tiết 2 | Zoco 90'    |

| Chelsea | Real Madrid C.F. |

|                  |    |                |  |     |
|                  |    |                |  |     |
| GK               | 1  | Peter Bonetti  |  |     |
| DF               | 2  | John Boyle     |  |     |
| DF               | 3  | Ron Harris (c) |  |     |
| MF               | 4  | John Hollins   |  | 91' |
| DF               | 5  | John Dempsey   |  |     |
| DF               | 6  | David Webb     |  |     |
| W                | 7  | Keith Weller   |  |     |
| MF               | 8  | Alan Hudson    |  |     |
| ST               | 9  | Peter Osgood   |  | 86' |
| MF               | 10 | Charlie Cooke  |  |     |
| W                | 11 | Peter Houseman |  |     |
| Dự bị:           |    |                |  |     |
| DF               | 12 | Paddy Mulligan |  | 91' |
| ST               | 13 | Tommy Baldwin  |  | 86' |
| Huấn luyện viên: |    |                |  |     |
| Dave Sexton      |    |                |  |     |

|                  |    |                     |  |     |
|                  |    |                     |  |     |
| GK               | 1  | Jose Luis Borja     |  |     |
| DF               | 2  | José Luis           |  |     |
| DF               | 3  | Gregorio Benito     |  |     |
| DF               | 4  | Ignacio Zoco        |  |     |
| MF               | 5  | Pirri               |  |     |
| DF               | 6  | Fernando Zunzunegui |  |     |
| MF               | 7  | Ramón Grosso        |  |     |
| MF               | 8  | Manuel Velázquez    |  |     |
| MF               | 9  | Miguel Pérez        |  | 65' |
| FW               | 10 | Amancio Amaro       |  |     |
| FW               | 11 | Francisco Gento (c) |  | 70' |
| Dự bị:           |    |                     |  |     |
| MF               | 12 | Sebastián Fleitas   |  | 65' |
| FW               | 13 | Toni Grande         |  | 70' |
| Huấn luyện viên: |    |                     |  |     |
| Miguel Muñoz     |    |                     |  |     |

### Đá lại
| Chelsea                  | 2–1                 | Real Madrid |
| ------------------------ | ------------------- | ----------- |
| Dempsey 33' · Osgood 39' | Chi tiết Chi tiết 2 | Fleitas 75' |

|                  |    |                 |  |     |
|                  |    |                 |  |     |
| GK               | 1  | Peter Bonetti   |  |     |
| DF               | 2  | John Boyle      |  |     |
| DF               | 3  | Ron Harris (c)  |  |     |
| MF               | 4  | Charlie Cooke   |  |     |
| DF               | 5  | John Dempsey    |  |     |
| DF               | 6  | David Webb      |  |     |
| MF               | 7  | Keith Weller    |  |     |
| FW               | 8  | Tommy Baldwin   |  |     |
| FW               | 9  | Peter Osgood    |  | 73' |
| MF               | 10 | Alan Hudson     |  |     |
| MF               | 11 | Peter Houseman  |  |     |
| Dự bị:           |    |                 |  |     |
| DF               | 12 | Paddy Mulligan  |  |     |
| FW               | 15 | Derek Smethurst |  | 73' |
| Huấn luyện viên: |    |                 |  |     |
| Dave Sexton      |    |                 |  |     |

|                  |    |                     |  |     |
|                  |    |                     |  |     |
| GK               | 1  | Jose Luis Borja     |  |     |
| DF               | 2  | José Luis           |  |     |
| DF               | 3  | Fernando Zunzunegui |  |     |
| MF               | 4  | Pirri (c)           |  |     |
| DF               | 5  | Gregorio Benito     |  |     |
| DF               | 6  | Ignacio Zoco        |  |     |
| FW               | 7  | Sebastián Fleitas   |  |     |
| FW               | 8  | Amancio Amaro       |  |     |
| MF               | 9  | Ramón Grosso        |  |     |
| MF               | 10 | Manuel Velázquez    |  | 75' |
| MF               | 11 | Manuel Bueno        |  | 60' |
| Dự bị:           |    |                     |  |     |
| MF               | 16 | Francisco Gento     |  | 75' |
| FW               | 15 | Toni Grande         |  | 60' |
| Huấn luyện viên: |    |                     |  |     |
| Miguel Muñoz     |    |                     |  |     |